# Екет
Екет (англ. Eket) — місто і район місцевого управління на південному сході Нігерії, на території штату Аква-Ібом.

## Географія
Місто знаходиться в південній частині штату, на лівому березі річки Ква-Бо, на висоті 155 метрів над рівнем моря.
Екет розташований на відстані приблизно за 37 кілометрів на південь від міста Уйо, адміністративного центру штату і на відстані 465 кілометрів на південний південний схід (SSE) від Абуджі, столиці країни.

### Клімат
Місто знаходиться у зоні, котра характеризується мусонним кліматом. Найтепліший місяць — лютий із середньою температурою 27.1 °C (80.8 °F). Найхолодніший місяць — липень, із середньою температурою 24.6 °С (76.3 °F).
| Клімат Екета            | Клімат Екета | Клімат Екета | Клімат Екета | Клімат Екета | Клімат Екета | Клімат Екета | Клімат Екета | Клімат Екета | Клімат Екета | Клімат Екета | Клімат Екета | Клімат Екета | Клімат Екета |
| Показник                | Січ.         | Лют.         | Бер.         | Квіт.        | Трав.        | Черв.        | Лип.         | Серп.        | Вер.         | Жовт.        | Лист.        | Груд.        | Рік          |
| Середня температура, °C | 26           | 27,1         | 27,1         | 26,8         | 26,3         | 25,5         | 24,6         | 24,6         | 25           | 25,4         | 25,8         | 25,8         | 25,8         |
| Норма опадів, мм        | 34.4         | 60.3         | 143.4        | 198.9        | 264.7        | 347.3        | 410          | 366.5        | 388.2        | 305          | 127.5        | 36.7         | 2682.9       |
| Днів з опадами          | 3,7          | 6,1          | 11,3         | 14,6         | 17,2         | 19           | 21,7         | 22,8         | 23,2         | 19,5         | 8,8          | 4            | 171,9        |
| Вологість повітря, %    | 77.3         | 76.8         | 79.3         | 81.2         | 83.4         | 84.6         | 85.9         | 86           | 85.2         | 85.1         | 84.3         | 80.3         | 82.5         |
| ----------------------- | ------------ | ------------ | ------------ | ------------ | ------------ | ------------ | ------------ | ------------ | ------------ | ------------ | ------------ | ------------ | ------------ |
| Джерело: Weatherbase    |              |              |              |              |              |              |              |              |              |              |              |              |              |

## Населення
За даними оцінки 2012 року чисельність населення Екета становила 85516 осіб. В етнічному складі населення переважають представники народності екет, близької до народу ібібіо.